# Hermanas de la Caridad de la Beata Virgen María
La Congregación de Hermanas de la Caridad de la Beata Virgen María (en latín: Congregatio Sororum a Caritate Beatae Mariae Vergini) es un instituto religioso católico femenino, de vida apostólica y de derecho pontificio, fundado en 1833 por la religiosa irlandesa Mary Frances Clarke en Filadelfia (Estados Unidos). A las religiosas de este instituto se les conoce como hermanas de la caridad y posponen a sus nombres las siglas B.V.M.

## Historia
La congregación tiene su origen en un grupo de jóvenes que se dedicaron a la cura de los enfermos, durante la epidemia de Dublín (Irlanda) de 1831. Al terminar el peligro de contagio, cinco de estas jóvenes siguieron trabajando en la caridad hacia los niños y abrieron una escuela. Acogiendo la invitación de un sacerdote de Filadelfia (Estados Unidos), Terence Donaghoe, de abrir una escuela en Pensilvania, decidieron partir en misión y organizaron una congregación religiosa.
El instituto fue aprobado por el obispo de Filadelfia, Francis Patrick Kenrick, en 1833, como congregación religiosa de derecho diocesano y nombró como superiora a la religiosa Mary Frances Clarke (considerada la fundadora del instituto). En 1843, las religiosas transfirieron la casa madre a la diócesis de Dubuque, con el permiso del obispo Pierre Loras. El papa Pío IX, mediante decretum laudis del 21 de febrero de 1877, elevó el instituto a congregación religiosa de derecho pontificio..

## Organización
La Congregación de Hermanas de la Caridad de la Beata Virgen María es un instituto religioso de derecho pontificio y centralizado, cuyo gobierno es ejercido por una superiora general. La sede central se encuentra en Dubuque (Estados Unidos).
Las hermanas de la caridad se dedican a la educación y formación cristiana de la juventud y al servicio parroquial. En 2017, el instituto contaba con 393 religiosas y 158 comunidades, presentes en Ecuador, Estados Unidos y Ghana.